# 奥斯曼榴弹炮
奥斯曼榴弹炮（土耳其語：Obüs，意为“榴弹炮”）是奥斯曼帝国创造的一种早期形式的火炮。这种炮虽是一种小型的炮，然而却较为沉重，要搬运它通常很费力。此外，其中还有很多炮被配备了一种三脚架，这样的炮搬运起来更为费力。奥斯曼榴弹炮的口径在3到9英寸（76到230毫米）间，发射的炮弹重量为4.25磅（1.93千克）。奥斯曼榴弹炮尽管是榴弹炮中的一个类型，然而它们起初是被用作一种反步兵武器。

## 军事历史

### 背景
奥斯曼榴弹炮的来源现在是未知的。包括奥斯曼榴弹炮在内的各种早期火炮的诞生，为以后各个时代的火炮的发展开启了一条道路，各种更新的、更众所周知的火炮在其后被发展出来。在拿破仑时代：

“每个步炮（即野战炮）团由10座炮组成；四座更旧而沉重的巴尔耶梅兹炮和沙希炮，两座更旧、更轻的奥斯曼榴弹炮，以及四座新的、法国设计的野战炮……每一座炮的大小变化范围都让人感到困惑。巴尔耶梅兹（Balyemez）是巨大的、长射程的炮……沙希（Sahi）一词在奥斯曼语意为“野”，因此沙希炮便意为野战火炮……奥斯曼榴弹炮是一种类型的野战炮，口径为10厘米和7厘米。法国设计的炮由于其极大的机动性而被叫作Surat Topcusu（快速火炮）。”

### 机械学方面
奥斯曼榴弹炮是一种短管火炮机械，它发射的炮弹约有人类的一拳大。奥斯曼人有许多种类的火炮，大到攻城用的射石炮，小到本词条所说的机动性较强的奥斯曼榴弹炮。这种炮尽管轻得可以搬运，但是它们也需要被安装一个勉强算是三脚架的东西。这样的可移动性使得它们不适合被放在一个被守卫起来的炮台上，如果被放在了炮台上，这种武器的活动性就会受到相当大的限制。直到1830年，奥斯曼榴弹炮的设计才发生改变。在1830年，由苏丹指派的普鲁士军事顾问们为了提高效率而对奥斯曼榴弹炮做了一些较小的改进，使得这些武器标准化了。